# جکوی عنکبوتی کرمانی
جکوی عنکبوتی کرمانی (نام علمی: Agamura kermanensis) نام یک گونه از تیره گکویان است. این گونه در ایران، استان کرمان یافت می‌شود.